# IC 1245
IC 1245 ist eine linsenförmige Galaxie vom Hubble-Typ S0 im Sternbild Herkules am Nordsternhimmel. Sie ist schätzungsweise 508 Millionen Lichtjahre von der Milchstraße entfernt.
Das Objekt wurde am 15. September 1889 von Lewis Swift entdeckt.